# Željne
Željne – wieś w Słowenii, w gminie Kočevje. W 2018 roku liczyła 478 mieszkańców.